# Sebastián Elcano (Córdova)
Sebastián Elcano é um município da província de Córdova, na Argentina.